# الهيكل الثاني

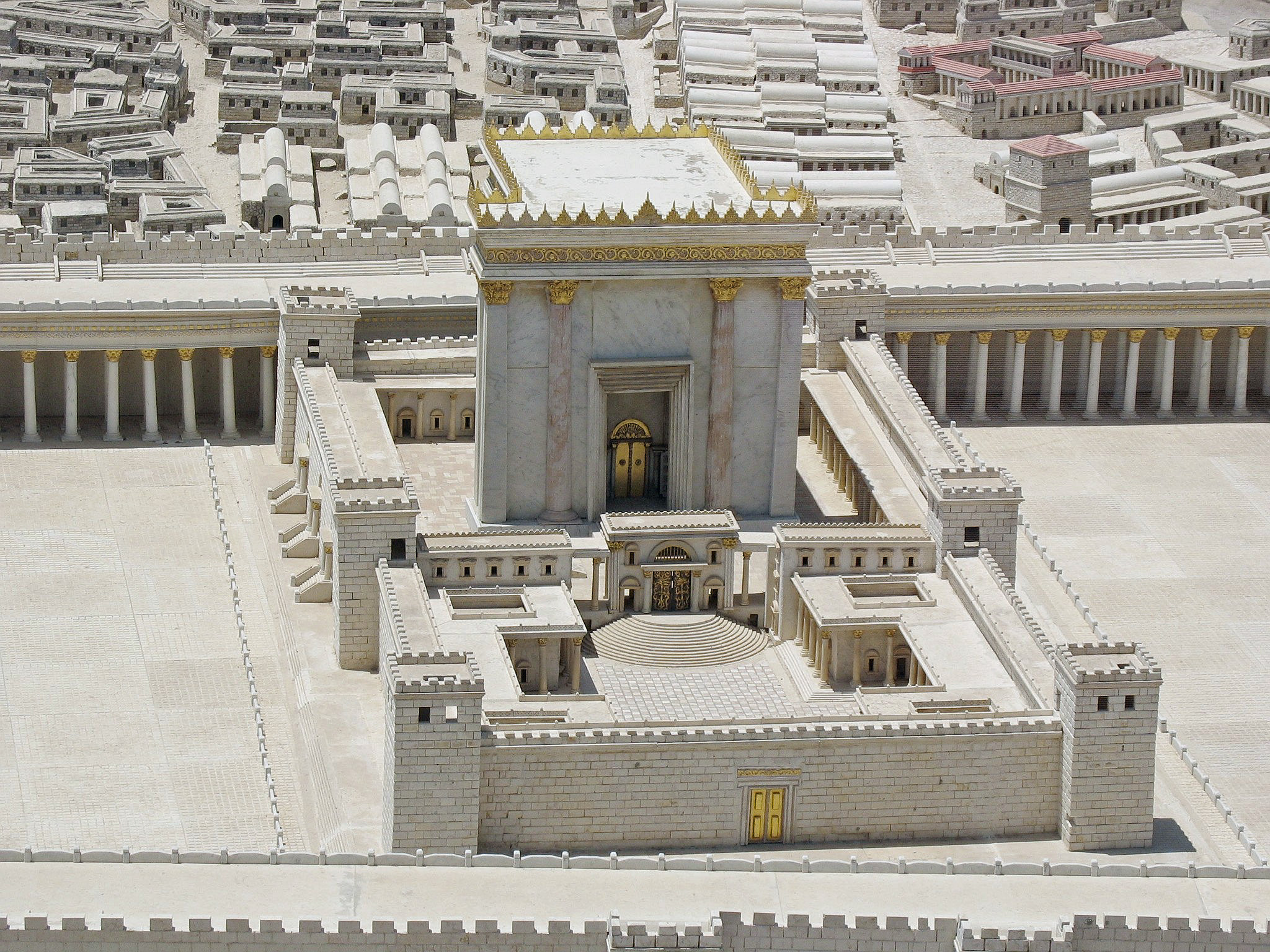

الهيكل الثاني هو هيكل يهودي أقيم على أنقاض هيكل سليمان بعد السبي البابلي سنة 516 ق. م. تم تدمير الهيكل على يد الرومان خلال الثورة اليهودية الأولى سنة 70 م.
الهيكل الثاني (بالعبرية: בֵּית־הַמִּקְדָּשׁ הַשֵּׁנִי بيت همقدش هشني، أي بيت المقدس الثاني) كان معبدًا يهوديًّا مقدّسًا، قام على جبل الهيكل في القدس، بين عام 516 قبل الميلاد تقريبًا، إلى عام 70 للميلاد تقريبًا، وتعرَف هذه الفترة بفترة الهيكل الثاني.
حسب الكتاب العبري، حلّ الهيكل الثاني محل هيكل سليمان (الهيكل الأول)، الذي دمّرته الإمبراطورية البابلية الجديدة عام 586 قبل الميلاد، عندما كانت القدس محتلّة ونُفي جزء من شعب مملكة يهوذا إلى بابل.|||HE"> </ref>
حسب الكتاب المقدس، كان الهيكل الثاني في أصله بناءً متواضعًا بنته عدة مجموعات يهودية منفيّة عندما عادت إلى الشام من بابل تحت حكم الحاكم زربابل الذي عينه الأخمينيون. ولكن في حكم هيرود الأكبر، جُدّد الهيكل الثاني كلّه، وجُمع إلى صروح وواجهات عظيمة وجميلة، بيّنت مكانته أكثر. كما دمّر البابليون الهيكل الأول، دمّر الرومان الهيكل الثاني والقدس عام 70 للميلاد، انتقامًا من ثورة يهودية كانت قائمة. قام الهيكل الثاني 585 عامًا (من 516 قبل الميلاد إلى 70 للميلاد).
وفي عقيدة اليهود الأخروية أن الهيكل الثاني سيحلّ محلّه في المستقبل هيكل ثالث.

## الرواية الكتابية
أتاح اعتلاء کورش الكبير عرش الإمبراطورية الأخمينية عام 559 إعادة بناء مدينة القدس وإقامة الهيكل مرة أخرى. بعد تدمير الهيكل الأول، استمرّت بعض القرابين الطقوسية البدائية في مكانه. حسب الآيات الخاتمة لسفر أخبار الأيام الثاني، وسفري عزرا ونحميا، عندما عاد المهجَّرون اليهود إلى القدس بعد مرسوم من قورش الكبير (عزرا 1:1–4، وأخبار الأيام الثاني 36:22-23)، بدأ البناء في الموقع الأصلي لمذبح هيكل سليمان. بعد انقطاع صغير بسبب معارضة الشعوب التي ملأت الفراغ أيام السبي اليهودي (عزرا 4)، استمر العمل عام 521 قبل الميلاد تقريبًا تحت حكم داريوس الأول (عزرا 5)، ثم استكمل في السنة السادسة من حكمه (عام 516 تقريبًا)، وأصبح الهيكل جاهزًا للطقوس في السنة التالية.
هذه الأحداث هي الفقرة الأخيرة في الرواية التاريخية للكتاب العبري.
قد يكون أصل سفر نحميا، وهو ذكريات من وجهة نظر المتكلم، اختلط بأصل سفر عزرا عام 400 قبل الميلاد. واستمرّ التعديل في الفترة الهيلينية. يروي السفر كيف أن نحميا، في قصر الملك في سوسا، أُخبر أن القدس بلا جدران، فقرّر أن يستعيد هذه الجدران. يعيّنه الملك حاكمًا على محافظة يهود مديناتا ويسافر إلى القدس. ثم يقيم الجدران، على رغم معارضة أعداء إسرائيل، ويصلح المجتمع على ما يوافق شرع موسى. بعد 12 عامًا في القدس، يعود إلى سوسا ثم يزور القدس مرة أخرى. في هذه الزيارة يجد أن الإسرائيليين يتدهورون أخلاقيًّا ويتزوّجون نساءً غير يهوديات، فيبقى في القدس ليفرض الشرع.
حسب الرواية الكتابية، بعد العودة من السبي البابلي، جرت اتفاقات لإعادة تنظيم محافظة اليهود المعزولة بعد زوال مملكة يهوذا قبل سبعين عامًا. أكمل الحجّاج، وهم نحو 42,360 نسمة، رحلتهم الطويلة الشاقّة التي دامت نحو 4 شهور، من ضفاف الفرات إلى القدس، وكانت تدفعهم مشاعر دينية قوية، لذا كان من أول ما اهتمّوا به استعادة دار عبادتهم بإقامة الهيكل المدمّر واستعادة طقوس القرابين التي تعرف بس قربانوت.
بدعوة من زربابل الحاكم، الذي أظهر لهم مثالًا بارزًا من السخاء عندما تبرّع لهم شخصيًّا بألف دريك ذهبي وهدايا أخرى، فجمع الشعب هداياه في الخزينة المقدّسة بحماسة عظيمة.  أوّلًا، نصبوا مذبح الربّ في النقطة نفسها التي كان منصوبًا فيها من قبل، ثم أزالوا الأكوام المحروقة من الحطام التي كانت في مكان الهيكل القديم، وفي الشهر الثاني من السنة الثانية (535 قبل الميلاد) في سرور شعبي عام، وُضعت أساسات الهيكل الثاني. شُعر باهتمام كبير في هذه الحركة الكبيرة، ولكن المراقبين نظروا إليها بمشاعر مختلطة.
أراد السامريون أن يساعدوا هذا العمل ولكن زربابل والشيوخ رفضوا هذا العون، اعتقادًا أن اليهود يجب أن يبنوا الهيكل من دون عون أحد. انتشرت بعد ذلك وشايات شريرة عن اليهود. حسب عزرا 4:5، أراد السامريون أن «يحبطوا سعيهم»، فأرسلوا رسلًا إلى إكباتان وسوسا، وكانت النتيجة إيقاف العمل.
بعد سبع سنين، مات قورش الأكبر، الذي سمح لليهود أن يعودوا إلى أرضهم ويقيموا هيكلهم، وخلفه ابنه قمبيز. عند موته، اعتلى العرش «سمرديس الزائف»، وهو خائن، سبعة أشهر أو ثمانية، ثم أصبح داريوس الملك (522 قبل الميلاد). في السنة الثانية من حكمه، استؤنف العمل في بناء الهيكل ومُضي فيه إلى الإكمال، بتحفيز من المستشارين المخلصين وبتحذير من النبيين حجي وزكريا. كان الهيكل جاهزًا للتقديس عام 516 قبل الميلاد، أي بعد 20 عامًا من عودة اليهود من السبي. أُكمل الهيكل في اليوم الثالث من آذار من السنة السادسة من حكم داريوس، في ظلّ فرحة عمّت كل الناس،|||HE" /> ولو أنه كان ظاهرًا أن اليهود الآن ليسوا شعبًا مستقلًّا كما كانوا من قبل، بل هم تحت سلطة أجنبية. في سفر حجي نبوءة أن مجد الهيكل الثاني سيكون أكبر من مجد الهيكل الأول.
بعض الصروح الأصلية في هيكل سليمان لم تسمَّ في المصادر التي تلت دماره عام 586، لذا يفترَض أنها ضاعت. لم يكن في الهيكل الثاني أي من هذه الأشياء المقدسة:
- تابوت العهد، الذي يحوي ألواح الصخر،[6][10] التي كان أمامها جرّة من المنّ وعصا هارون[10][16]
- الأوريم والتميم [6][10](وسائل عرافة كانت تستعمل في الحوشن)
- الزيت المقدس[10]
- النار المقدسة[6][10]

في الهيكل الثاني، كان قدس الأقداس معزولًا بستائر لا بجدار كما كان في الهيكل الأول. ولكن، في مشكن الهيكل الثاني كان:
- منارة الهيكل (المصباح الذهبي)
- مائدة الخبز (خبز الوجوه)
- مذبح العطور الذهبي، وفيه مباخر ذهبية.[10]

تقول المشناة إن «حجر الأساس» قام مقام التابوت، ووضع الكاهن الأعلى مبخرته عليه في يوم الغفران.
حوى الهيكل الثاني أيضًا أوعية الذهب الأصلية التي أذها البابليون وأعادها قورش الكبير. لكن التلمود البابلي يقول إن الهيكل لم تكن فيه السكينة (حضور الربّ الساكن أو المستقر) ولا الروح القدس الذي كان حاضرًا في الهيكل الأول.

## الأدب الحاخامي
يقول الأدب الحاخامي التقليدي إن الهيكل الثاني قام 420 عامًا، بناءً على كتاب سدر علام رباح، وهو عمل من القرن الثاني قال إن البناء بدأ عام 350 قبل الميلاد (3408 بالتقويم العبري)، أي بعد 166 عامًا من التقديرات العلمانية، والدمار كان عام 70 للميلاد (3829 بالتقويم العبري).
يقدم القسم الخامس من المشناة، المعروف باسم قداشيم (المقدسات)، أوصافًا ونقاشات تدور على القوانين الدينية المرتبطة بالهيكل، تشمل القرابين وأثاث الهيكل والكهنة الذين يقومون بواجبات الطقوس وخدمة الهيكل. تناقش رسائل هذا القسم قرابين الحيوانات والطيور وصدقات الموائد، وأحكام القرابين، كقرابين الخطيئة وقرابين الذنب، وأحكام الاعتداء على الأملاك المقدسة. بالإضافة إلى ذلك، يحوي هذا القسم وصفًا للهيكل الثاني (رسالة ميدوت) ووصفًا لأحكام القربان اليومي في الهيكل (رسالة تميد).

## الروابط الخارجية
- Second Temple of Jerusalem (renders album of 3d model) / Zonerama photo gallery